# Łudzin
Łudzin (ukr. Лудин, Łudyn) – wieś na Ukrainie, w obwodzie wołyńskim, w rejonie włodzimierskim.
We wsi znajduje się graniczny posterunek kolejowy (przejście towarowe). 
Jest to punkt, gdzie bierze swój początek Linia Hutnicza Szerokotorowa.
Od nazwy miejscowości pochodzi nazwa stacji kolejowej Łudzin.